# Maria Kalaniemi

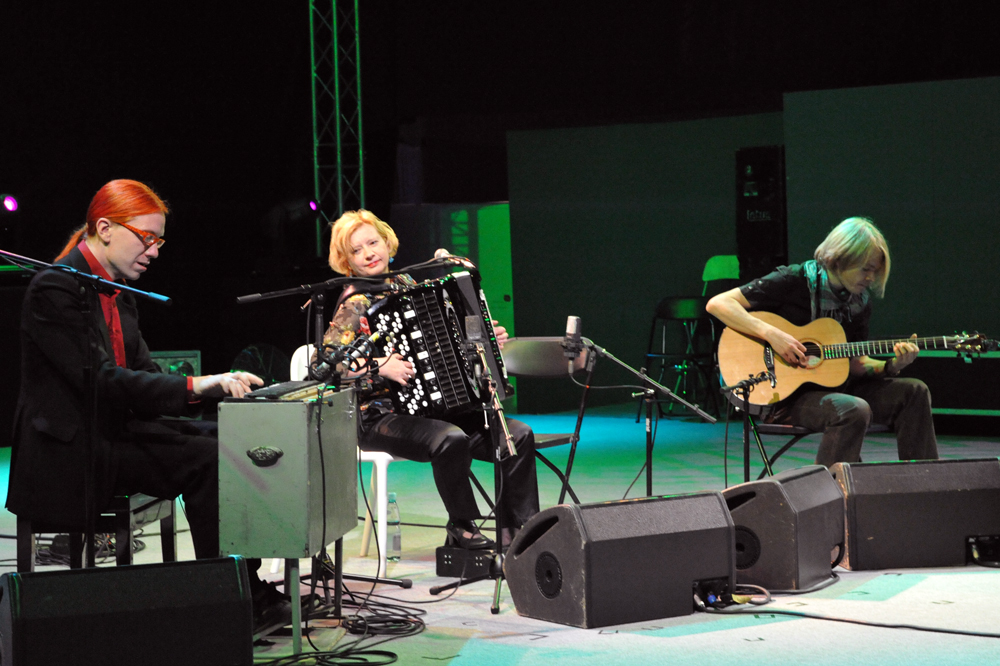
Maria Kalaniemi avec Eero Grundström (harmonium) et Olli Varis (guitare).

Maria Kalaniemi, née le 27 mai 1964 à Espoo en Finlande, est une accordéoniste finlandaise.

## Biographie
Maria Kalaniemi est issue d'une famille bilingue. Elle a étudié à l'Académie Sibelius où elle a obtenu un master en musique folklorique et fait maintenant partie de ses enseignants. Elle collabore avec le musicien Timo Alakotila (en) depuis une vingtaine d'années. Elle a été membre du groupe Accordion Tribe (en), qui comprenait aussi les accordéonistes Bratko Bibič (en), Lars Hollmer (en), Guy Klucevsek (en) et Otto Lechner. Le groupe s'est séparé en 2010 avec la mort de Lars Hollmer.
Son disque Vilda Rosor (« Roses sauvages », 2010) est consacré à la musique de la minorité suédophone de Finlande.
Son album Bellow poetry (2007) « a été classé dans le top 10 des charts de musique folk en Europe ».

## Critiques
- « Maria Kalaniemi c’est du lyrisme nordique enivré par la fraîcheur et la frivolité d’une douce pluie de notes éventées » Muziek publique[3]

## Discographie
Avec Niekku
- Folk Music From Finland, 1987
- Niekku 3, 1989

Albums solo
- Iho, 1995
- Ahma, 1999
- Below Poetry, 2006
- Vilda Rosor, 2010

Collaborations
- Maria Kalaniemi et Timo Alakotila (en), Åkerö, 2012